# Olunte
Olunte (in greco antico: Ὀλοῦς?, Olùs) era un'antica città, oggi in parte sommersa, situata sulla parte orientale della costa nord dell'isola di Creta, situata nei pressi dell'attuale villaggio di Elounda, nel comune di San Nicolò.

## Storia
Olunte fiorì tra il XXXI e il X secolo a.C. come insediamento minoico e sorgeva sullo stretto istmo che collegava la penisola di Spinalonga alla terraferma. Grazie alla sua posizione geografica, diventò ben presto un porto discretamente attivo nel commercio con altre città. Nel III secolo a.C. fu probabilmente soggetta a Cnosso, mentre al secolo successivo risalgono delle controversie con la vicina città di Lato, alla quale fu forse sottomessa per alcuni anni. Il III e il II secolo a.C. rappresentarono comunque il periodo di massimo splendore dell'insediamento, che strinse rapporti commerciali e politici con Rodi e l'Egitto tolemaico. La città continuò a esistere sotto l'Impero romano e poi quello bizantino e sembra che venne distrutta nel IX secolo dai Saraceni.